# Симфонический оркестр Государственной академической капеллы Санкт-Петербурга
Симфонический оркестр Государственной академической капеллы Санкт-Петербурга — российский симфонический оркестр, базирующийся в Санкт-Петербурге. Наряду с Певческой капеллой входит в состав творческого коллектива Государственной академической капеллы Санкт-Петербурга.

## История
Согласно данным официального сайта Государственной академической капеллы Санкт-Петербурга, её симфонический оркестр сохраняет преемственность по отношению к Придворному оркестру (Придворному музыкантскому хору), основанному в 1882 году, на базе которого впоследствии был создан оркестр, известный сегодня как Заслуженный коллектив России «Академический симфонический оркестр Санкт-Петербургской филармонии».
В современном виде Симфонический оркестр Капеллы Санкт-Петербурга был создан 1 ноября 1991 года. Народный артист России Александр Чернушенко, возглавляющий коллектив с момента его формирования, – воспитанник Хорового училища имени М. И. Глинки при Ленинградской государственной академической капелле, выпускник Ленинградской консерватории.
Симфонический оркестр Капеллы имеет солистов, отмеченных наградами на различных российских и международных конкурсах. С оркестром сотрудничают зарубежные и отечественные дирижёры и исполнители. Более 50 компакт-дисков, в создании которых принимал участие оркестр Капеллы, изданы в разных странах мира. Наиболее примечательным проектом стала запись оркестром и хором Капеллы сочинений Микиса Теодоракиса, а также запись произведений для крупнейших звукозаписывающих концернов «Chandos» и «Naxos».
На протяжении нескольких сезонов в исполнении Симфонического оркестра Капеллы прозвучали практически все оркестровые сочинения Бетховена.